# 藤川貴央のちょうどえぇラジオ
藤川貴央のちょうどえぇラジオ（ふじかわたたかおのちょうどえぇラジオ）はラジオ大阪で2025年3月31日から放送されているワイド番組。

## 概要
ラジオ大阪では、これまで、平日7時から9時まで『藤川貴央のニュースでござる』を放送してきたが、2025年4月改編をもって、番組タイトルを変更したうえで、9時から11時までの放送枠に移動する形で、リニューアルされることになった。
この番組では、ラジオ大阪アナウンサーの藤川貴央が、午前中の時間帯に「ちょうどえぇニュース、ちょうどえぇ生活情報、ちょうどえぇ音楽」を送るもの。

## 放送時間
- 月曜 - 木曜 9:00-11:00

## パーソナリティ
- 藤川貴央（ラジオ大阪アナウンサー）

## タイムテーブル
- 9:00：オープニング
- 9:03頃：「今日のどっち派!?」
- 9:06頃：「今朝のショートニュース」
- 9:10頃：「今朝の朝刊より」
- 9:25頃

（月）：「スポーツ芸能ちょうどえぇ話」
（火）：「ニュース・ちょうどえぇ視点」
（水）：「佐々木正明の耳からウロコ」
（木）：「めっちゃ知りたい!大阪・関西万博」
- 10:00：ニュース・天気
- 10:05頃

（月）：「ちょいポジでござる」
（水）：「ちょうどえぇネットニュース」
（木）：「木曜10時はSHOWTIME！」
- 10:30頃

（月・水・木）：「ちょうどえぇゲスト」
（火）：「ちょうどえぇ湯加減」
- 10:45頃：ニュース・天気